# إريك بوخهولتس
إريك بوخهولتس (بالألمانية: Erich Buchholz)‏ هو رسام ألماني، ولد في 31 يناير 1891 في بيدغوشتش في بولندا، وتوفي في 29 ديسمبر 1972 في برلين في ألمانيا.